# Länsväg Z 504
Länsväg Z 504 börjar i Sveg, går genom Lillhärdal och slutar vid Dalarnas läns gräns vid Olinskog. Den går i Jämtlands län och längden är 56 km.
Den fortsätter som länsväg W 1029 mellan länsgränsen vid Olinskog och Älvdalen i Dalarnas län. Dess längd är 49 km.

## Vägbeskrivning
Vägen börjar i Sveg, i en T-korsning med E45, och fortsätter sedan i utkanten av samhället. Det finns trottoar under cirka en av vägens totala 50 kilometer, fram till skidstadion. Därifrån är hastighetsbegränsningen 70 kilometer i timmen, fram till en skarp kurva. Därefter är hastigheten till 80 kilometer i timmen under resten av sträckan. Efter en raksträcka större delen av vägen följer ett antal svagare kurvor. Man passerar inga större orter längs med vägen, och efter tre mil mynnar vägen i Lillhärdal. Genom Lillhärdal är hastighetsbegränsningen 50 kilometer i timmen.

## Bygghistoria och vägstandard
Vägen Särna–Sveg byggdes under 1960-talet och blev klar ungefär 1968. Vägen är cirka 8 meter bred och är asfalterad, den har inte många backar, men ett antal kurvor. Vägen Lillhärdal–länsgränsen är lite smalare men också asfalterad. Vägen W 1029 länsgränsen–Älvdalen är ännu smalare och krokigare.

## Anslutande vägar
- E45 i Sveg
- Z 504.2 i Sveg (går över järnvägsbron)
- Z 505 i Gåsnäs, mot Herrö
- Z 573 mot Dalarnas län och via W 1061 mot Särna
- Z 523 i Lillhärdal
- Z 523 söder om Lillhärdal
- W 1029 vid länsgränsen, går mot Älvdalen. Den når 692 meter över havet vid 61°30′10″N 14°11′35″Ö / 61.50278°N 14.19306°Ö.

Länsväg W 1029 ansluter nära länsgränsen till länsväg W 1007 mot Ämådalen. I Älvdalen ansluter den till länsvägarna W 1028, W 1001, W 1018 och riksväg 70.
Vägen Särna–Sveg, W 1061–Z 573–Z 504 används för internationella körningar på långsdistans mellan Oslo och Norrlandskusten, både av lastbilar och personbilar. Många GPS:ar och kartsajter rekommenderar vägen via Malung–Edsbyn, men vägen Trysil-Särna-Sveg är 20 km kortare, har bättre standard än vägnumrena antyder, och har tullstation, vilket inte E16 har.